# Watophilus dolichocephalus
Watophilus dolichocephalus är en mångfotingart som först beskrevs av Gunthorp 1913.  Watophilus dolichocephalus ingår i släktet Watophilus och familjen storjordkrypare. Inga underarter finns listade i Catalogue of Life.